# Arthur Gary Bishop
Arthur Gary Bishop (* 29. September 1952 in Hinckley, Utah; † 10. Juni 1988 in Draper, Utah) war ein US-amerikanischer Serienmörder, der wegen Entführung und Ermordung von fünf Kindern aus Salt Lake City zum Tode verurteilt und hingerichtet wurde. Bishop wurde das erste Mal straffällig im Februar 1978, als er als Buchhalter einer Gebrauchtwagenfirma 8.714 US-Dollar unterschlug und zu fünf Jahren Haft auf Bewährung verurteilt wurde.

## Der Fall
Am 14. Oktober 1979 entführte er den vierjährigen Alonzo Daniels aus dem Hof seines Wohnhauses in Salt Lake City, ermordete ihn und verscharrte die Leiche im 20 Meilen südwestlich gelegenen Cedar Fort. Am 8. November 1980 lockte er den elfjährigen Kim Peterson von einem Skatepark in Salt Lake City in sein Auto, tötete ihn und verscharrte die Leiche ebenfalls in Cedar Fort. Am 20. Oktober 1981 lockte er den vierjährigen Danny Davis auf den Parkplatz eines lokalen Supermarktes, ermordete den Jungen und verscharrte ihn neben den beiden anderen Leichen. Am 23. Juni 1983 ermordete er den sechsjährigen Troy Ward, als dieser in einem Park in der Nähe seines Elternhauses spielte. Diesmal legte er die Leiche in Big Cottonwood Creek ab. Am 14. Juli 1983 entführte er den dreizehnjährigen Graeme Cunningham direkt vor seinem Zuhause, ermordete ihn und verscharrte den Toten in der Nähe von Troy Ward.
Die Ermittler fanden heraus, dass ein gewisser Roger Downs vier der Opfer kannte und mit den Eltern des fünften Opfers befreundet war. Es konnte festgestellt werden, dass es sich bei Roger Downs um Gary Bishop handelte, der lediglich diesen Namen angenommen hatte. Als er beim Verhör überführt wurde, ein falsches Alibi vorzugeben, gestand er die fünf Morde und führte die Ermittler am nächsten Tag zu den drei Leichen in Cedar Fort und den beiden Leichen in Big Cottonwood Creek. Er wurde schließlich wegen Entführung und Ermordung der fünf Kinder 1984 zum Tode verurteilt und am 10. Juni 1988 im Staatsgefängnis Utah mit der Giftspritze hingerichtet.